# Ümit Özat
Ümit Özat (* 30. Oktober 1976 in Ankara) ist ein ehemaliger türkischer Fußballspieler und heutiger Fußballtrainer.

## Profikarriere
Der in Ankara geborene Özat wechselte 1995 im Alter von 19 Jahren zu Gençlerbirliği Ankara. Nach mehr als 150 Spielen und einem Streit mit Offiziellen des Vereins wurde er an Bursaspor ausgeliehen. In der Saison 2000/01 hatte Özat 24 Partien für Bursaspor bestritten, ehe er zu Fenerbahçe Istanbul wechselte. In den nächsten beiden Spielzeiten zeigte er bei seinem neuen Verein ansprechende Leistungen. In der Saison 2003/04 verpasste er nur zwei Saisonspiele und schoss sieben Tore, während Fenerbahçe den Titel in der türkischen Süper Lig gewann. Anschließend wurde seine Vertragslaufzeit um weitere 3 Jahre verlängert.
Im Mai 2007 unterschrieb er einen Dreijahresvertrag beim 1. FC Köln. In die Saison 2008/09 ging Özat als Mannschaftskapitän der Domstädter.
Am dritten Spieltag der Saison 2008/09 brach Özat in der 25. Spielminute ohne Fremdeinwirkung im Auswärtsspiel beim Karlsruher SC zusammen und wurde bewusstlos minutenlang auf dem Spielfeld behandelt. Nachdem er für weitere Untersuchungen in ein Karlsruher Krankenhaus eingeliefert worden war, wurde sein Zustand am späten Abend wieder stabil. Das Spiel wurde fortgesetzt und seine Mannschaft gewann mit 2:0. Wie sich später herausstellte, war eine Myokarditis (Herzmuskelentzündung) die Ursache für Özats Zusammenbruch. Am 14. März 2009 gab Özat unter Tränen sein Karriereende aus gesundheitlichen Gründen und auf ärztlichen Rat bekannt.

## In der Nationalmannschaft
Ümit Özat feierte am 16. August 2000 bei einem Freundschaftsspiel gegen Bosnien-Herzegowina sein Debüt bei der türkische A-Nationalmannschaft. Er etablierte sich schnell als wichtiger Spieler des Teams und kam bei der FIFA-Weltmeisterschaft 2002, bei der die Türkei Dritter wurde, zweimal zum Einsatz. In der Qualifikation zur UEFA EURO 2004 saß er bei einer Partie auf der Bank, bestritt aber kein einziges Spiel und musste mitansehen, wie sein Land die Qualifikation für die EM in Portugal verpasste. Özat wartete fast vier Jahre lang auf sein erstes Länderspieltor. Dieses gelang ihm am 25. Mai 2004 in einem Freundschaftsspiel gegen Australien per Freistoß.

## Spielweise
Der ehemalige Kapitän von Fenerbahçe Istanbul ist für seine Gemütsruhe und seine professionelle Einstellung bekannt. Er gilt als vielseitig und wurde sowohl als bevorzugt linker oder auch rechter Außenverteidiger sowie als Innenverteidiger eingesetzt; zudem war er ein gefährlicher Distanzschütze.

### Erfolge

#### Nationalmannschaft
Türkische Mittelmeer-Auswahl
- Mittelmeerspielen: Silbermedaille 1997 in Bari, Italien

Türkische A-Nationalmannschaft
- Weltmeisterschaft: Dritter 2002

#### Verein
Fenerbahçe SK (2001–2007)
- 3 × Türkischer Meister: 2004, 2005, 2007

1. FC Köln (2007–2009)
- Aufstieg in die 1. Bundesliga: 2008

### Statistik
| Profikarriere    | Profikarriere       | Profikarriere              | Liga       | Liga       | Pokal          | Pokal          | International | International | Gesamt | Gesamt |
| Saison           | Verein              | Liga                       | Spiele     | Tore       | Spiele         | Tore           | Spiele        | Tore          | Spiele | Tore   |
| Türkei           | Türkei              | Türkei                     | Lig        | Lig        | Türkiye Kupası | Türkiye Kupası | UEFA          | UEFA          | Gesamt | Gesamt |
| ---------------- | ------------------- | -------------------------- | ---------- | ---------- | -------------- | -------------- | ------------- | ------------- | ------ | ------ |
| 1995/96          | Gençlerbirliği SK   | Süper Lig (ehemals 1. Lig) | 17         | 0          | 1              | 0              | 4             | 0             | 22     | 0      |
| 1996/97          | Gençlerbirliği SK   | Süper Lig (ehemals 1. Lig) | 33         | 2          | 4              | 1              | -             | -             | 37     | 3      |
| 1997/98          | Gençlerbirliği SK   | Süper Lig (ehemals 1. Lig) | 34         | 5          | 3              | 0              | -             | -             | 37     | 5      |
| 1998/99          | Gençlerbirliği SK   | Süper Lig (ehemals 1. Lig) | 31         | 1          | 3              | 0              | -             | -             | 34     | 1      |
| 1999/00          | Gençlerbirliği SK   | Süper Lig (ehemals 1. Lig) | 33         | 3          | 1              | 1              | -             | -             | 34     | 4      |
| 2000/01          | Gençlerbirliği SK   | Süper Lig (ehemals 1. Lig) | 2          | 0          | -              | -              | -             | -             | 2      | 0      |
| Gesamt           | Gesamt              | Gesamt                     | 150        | 11         | 12             | 2              | 4             | 0             | 166    | 13     |
| 2000/01          | → Bursaspor (Leihe) | Süper Lig                  | 24         | 1          | 2              | 0              | -             | -             | 26     | 1      |
| 2001/02          | Fenerbahçe SK       | Süper Lig                  | 30         | 1          | 2              | 0              | 6             | 0             | 38     | 1      |
| 2002/03          | Fenerbahçe SK       | Süper Lig                  | 30         | 1          | 1              | 0              | 5             | 0             | 36     | 1      |
| 2003/04          | Fenerbahçe SK       | Süper Lig                  | 32         | 7          | 4              | 0              | -             | -             | 36     | 7      |
| 2004/05          | Fenerbahçe SK       | Süper Lig                  | 31         | 2          | 4              | 0              | 8             | 0             | 43     | 2      |
| 2005/06          | Fenerbahçe SK       | Süper Lig                  | 34         | 0          | 8              | 0              | 6             | 0             | 48     | 0      |
| 2006/07          | Fenerbahçe SK       | Süper Lig                  | 25         | 1          | 6              | 0              | 8             | 0             | 39     | 1      |
| Gesamt           | Gesamt              | Gesamt                     | 182        | 12         | 25             | 0              | 33            | 0             | 240    | 12     |
| Türkei Insgesamt | Türkei Insgesamt    | Türkei Insgesamt           | 356        | 24         | 39             | 2              | 37            | 0             | 432    | 26     |
| Deutschland      | Deutschland         | Deutschland                | Bundesliga | Bundesliga | DFB-Pokal      | DFB-Pokal      | UEFA          | UEFA          | Gesamt | Gesamt |
| 2007/08          | 1. FC Köln          | 2. Bundesliga              | 32         | 0          | 1              | 0              | -             | -             | 33     | 0      |
| 2008/09          | 1. FC Köln          | 1. Bundesliga              | 3          | 0          | 1              | 0              | -             | -             | 4      | 0      |
| Gesamt           | Gesamt              | Gesamt                     | 35         | 0          | 2              | 0              | -             | -             | 37     | 0      |
| Gesamtkarriere   | Gesamtkarriere      | Gesamtkarriere             | 391        | 24         | 41             | 2              | 37            | 0             | 469    | 26     |

Anmerkung:
1. 1 2  In der Datenbank der Turkish Football Federation werden die Tore im Elfmeterschießen und ins eigene Tor als Tore gewertet, sind aber in dieser Tabelle nicht berücksichtigt worden.
2. ↑  Alle Spiele der UEFA-Champions-League und dem -Pokal sowie auch die dazugehörigen Qualifikationsspiele wurden zusammengefasst.

Quelle:
1. 1 2  Turkish Football Federation – Datenbank
2. ↑  TurkFutbolu.net (Memento des Originals vom 1. Dezember 2010 im Internet Archive)  Info: Der Archivlink wurde automatisch eingesetzt und noch nicht geprüft. Bitte prüfe Original- und Archivlink gemäß Anleitung und entferne dann diesen Hinweis.
3. ↑  UEFA / Spielerprofil
4. 1 2  Weltfussball.de
5. 1 2  kicker.de

## Trainerkarriere
Nachdem Ümit Özat seine Spielerkarriere beendet hatte, arbeitete er ab April 2009 als Co-Trainer beim 1. FC Köln weiter. Zuvor hatte er den Trainer-Lehrgang für die A-Lizenz in der Türkei absolviert. Im Dezember 2009 wurde Özats Vertrag beim 1. FC Köln aufgelöst.
Danach wurde er Assistent von Roger Lemerre bei MKE Ankaragücü. Im Mai 2010 wurde Özat Lemerres Nachfolger als Cheftrainer.
Am 26. Januar 2012 wurde er Chef-Trainer bei Manisaspor. Nach einem Monat wurde er nach fünf Niederlagen in sechs Spielen entlassen.
Anfang August 2014 übernahm Özar den Zweitligisten Elazığspor. Im Frühjahr trat er zunächst zurück, konnte aber von der Vereinsführung zur Fortsetzung seiner Tätigkeit umgestimmt werden. Ende April 2015 trat er endgültig als Trainer zurück.
Zur Saison 2015/16 wurde er beim Zweitligisten Boluspor als neuer Cheftrainer vorgestellt. Nach einigen Wochen trat er zurück, nachdem er mit der Vereinsführung wegen Neuverpflichtungen in Meinungsverschiedenheiten geraten war. Mitte Juli 2015 übernahm Özat Samsunspor. Nach einem guten Saisonstart mit zeitweiliger Tabellenführung konnte er im Verlauf der Hinrunde mit seiner Mannschaft diesen Erfolgstrend nicht fortsetzen. Nachdem sein Rücktritt von den Vereinsverantwortlichen verhindert worden war, trat er im Januar 2016 endgültig als Trainer zurück.
Wenige Tage nach seinem Abschied von Samsunspor übernahm er den Tabellenletzten der ersten Liga Mersin İdman Yurdu. Bei diesem Verein hatten die Fußballspieler seit längerem ihre Gehälter nicht erhalten und drohten damit, das Mannschaftstraining zu kontrollieren. Özat bezahlte die Gehälter aus der eigenen Tasche und versuchte die Mannschaft auf den Klassenerhalt zu fokussieren. Nachdem sich die Situation nicht gebessert hatte, legte er im Mai 2016 seinen Posten nieder.
Von November 2016 bis Ende August 2017 trainierte er Gençlerbirliği Ankara. Nachdem er im August 2017 entlassen und zwischenzeitlich durch Mesut Bakkal ersetzt worden war, einigte er sich  November 2017 mit dem Club auf eine erneute Zusammenarbeit. Nachdem er zum Saisonende den Klassenerhalt nicht hatte sichern können, verließ er im August 2018 den Verein erneut. Im Januar 2019 übernahm er den Zweitligisten Giresunspor und betreute ihn einen Monat lang. Drei Tage nach seinem Abschied von Giresunspor wurde er beim Ligarivalen Adana Demirspor als neuer Cheftrainer eingestellt.